# Francis Seymour-Conway, 2. markýz z Hertfordu
Francis Seymour-Conway, 2. markýz z Hertfordu (od roku 1807 příjmení Seymour-Ingram) (Francis Seymour-Conway, 2nd Marquess of Hertford, 2nd Earl of Yarmouth, 2nd Viscount Beauchamp of Hache, 3rd Baron Conway) (12. února 1743, Londýn, Anglie – 17. června 1822, Londýn, Anglie) byl britský politik, dvořan a diplomat. Od mládí byl dlouholetým poslancem Dolní sněmovny a zastával také nižší úřady ve státní správě. V roce 1794 jako dědic titulu markýze vstoupil do Sněmovny lordů. Svou kariéru završil ve vysokých funkcích u dvora, nakonec byl lordem nejvyšším komořím (1812–1821).

## Životopis

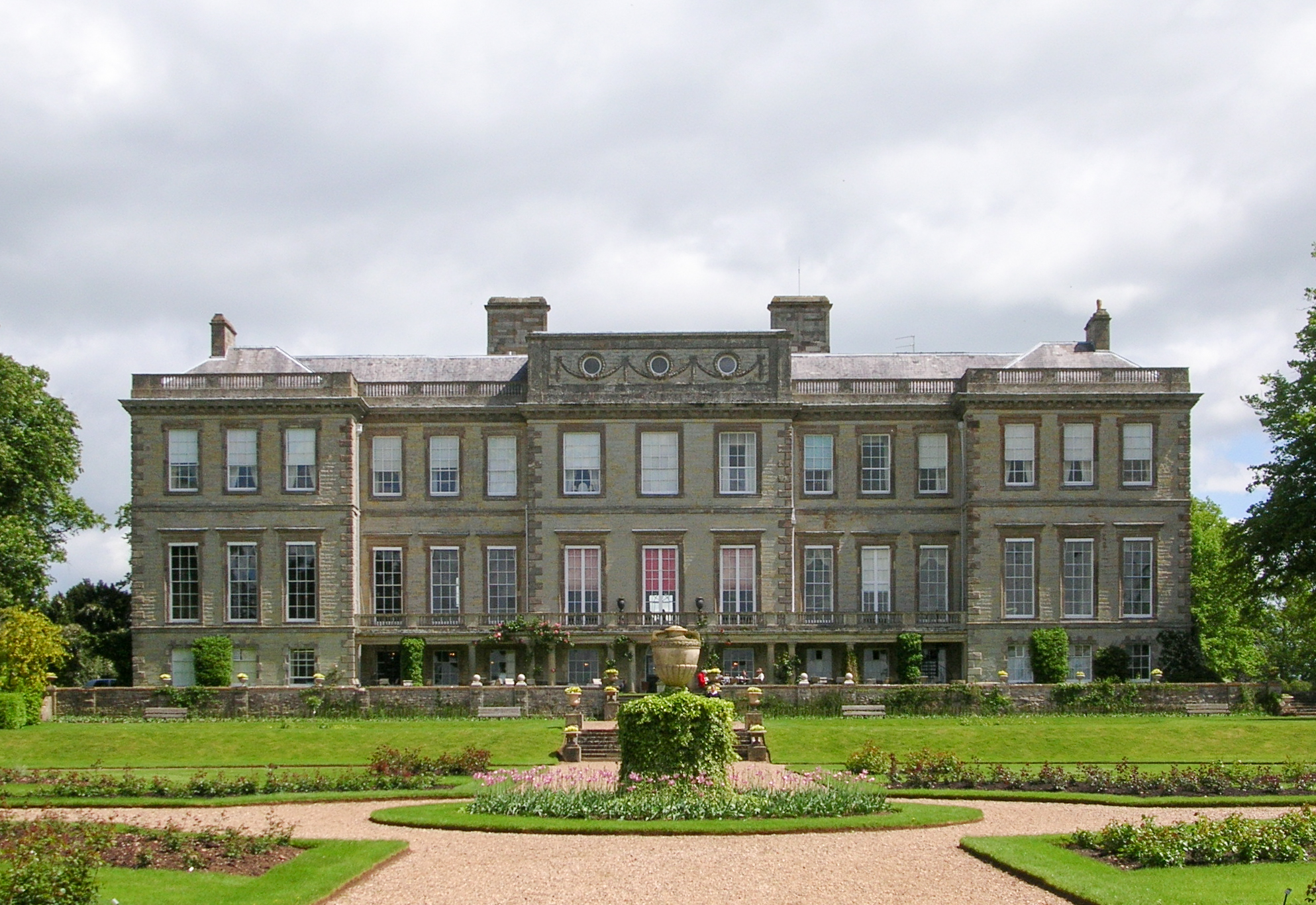
Zámek Ragley Hall (hrabství Warwickshire), hlavní sídlo markýzů z Hertfordu

Pocházel ze starého šlechtického rodu Seymourů, narodil se jako nejstarší syn vlivného politika 1. markýze z Hertfordu, po matce Isabelle Fitzroy byl vnukem 2. vévody z Graftonu. Po absolvování Etonu krátce studoval v Oxfordu (1760) a poté absolvoval kavalírskou cestu po Evropě. Již jako osmnáctiletý byl v roce 1761 zvolen poslancem parlamentu v Irsku, kde pobýval se svým otcem. V letech 1765–1766 zastával funkci státního sekretáře pro Irsko (jeho otec byl tehdy irským místokrálem), v roce 1765 byl zároveň jmenován členem irské Tajné rady. Po odvolání z funkce irského státního sekretáře obdržel čestný post konstábla dublinského hradu, který zastával až do smrti. Poslancem irského parlamentu zůstal až do roku 1776, mezitím zároveň vstoupil do britské Dolní sněmovny, jejímž členem byl téměř třicet let (1766–1794). Patřil ke straně toryů a na půdě parlamentu byl aktivním řečníkem, uplatnil se také v nižších úřadech finanční správy. V letech 1774–1780 byl jedním z lordů pokladu a v letech 1780–1782 byl výplatčím rent dvorských úředníků (Cofferer of the Household), v roce 1780 byl jmenován též členem Tajné rady. Když jeho otec získal v roce 1793 titul markýze, začal jako jeho dědic užívat jméno hraběte z Yarmouthu (do té doby vystupoval pod jménem vikomt Beauchamp). Během válek s revoluční Francií byl v letech 1793–1794 pověřen zvláštní diplomatickou misí do Vídně, Berlína a dalších německých států.

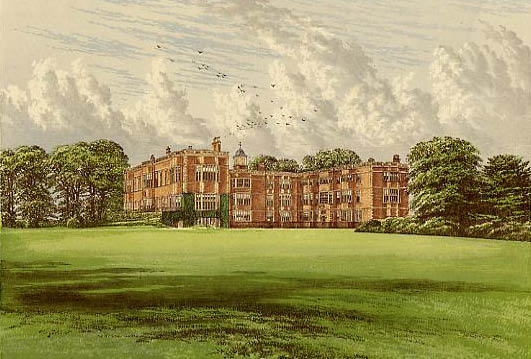
Zámek Temple Newsam (hrabství Yorkshire), dědictví po rodině Ingramů

Po otci v roce 1794 zdědil titul markýze z Hertfordu a přešel do Sněmovny lordů (v poslaneckém mandátu za město Orford jej v Dolní sněmovně nahradil mladší bratr lord Robert Seymour). V dalších toryovských vládách zastával dvorské funkce nejvyššího štolby (1804–1806) a nakonec lorda nejvyššího komořího (Lord Chamberlain of the Household) (1812–1822). V letech 1816–1822 byl též lordem-místodržitelem v hrabství Warwickshire, kde vlastnil statky. V roce 1807 obdržel Podvazkový řád. V roce 1807 na základě převzetí dědictví po rodině své druhé manželky v několika anglických hrabstvích a v Londýně přijal příjmení Seymour-Ingram, respektive Ingram-Seymour-Conway. Součástí dědictví po rodině Ingramů byl zámek Temple Newsam v hrabství Yorkshire, který se stal dočasným hlavním rodinným sídlem.

## Rodina

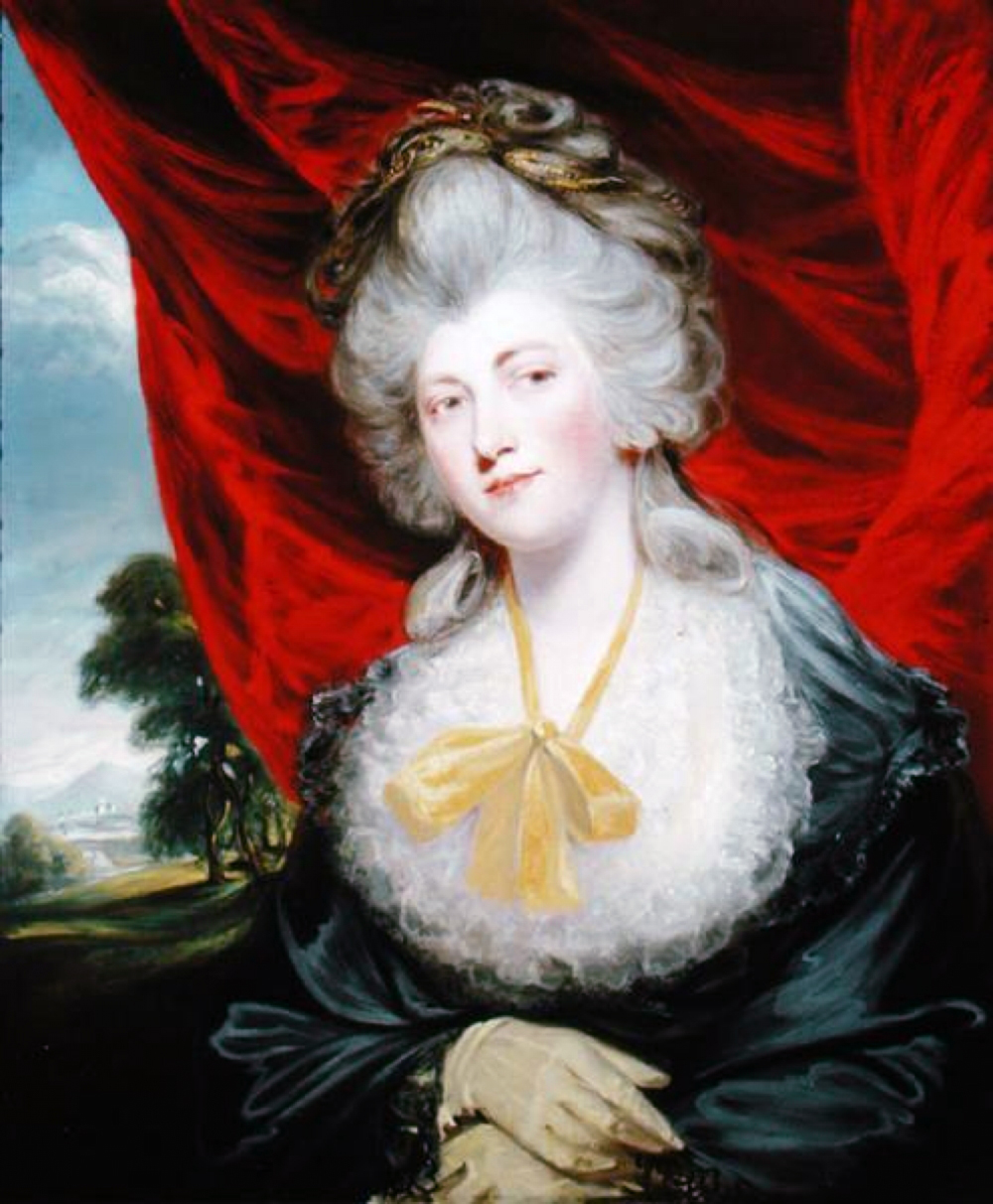
Isabella Ingram-Seymour-Conway, markýza z Hertfordu (John Hoppner, 1800)

Byl dvakrát ženatý, poprvé od roku 1768 s Alicí Windsorovou (1749–1772), dcerou a spoludědičkou 1. vikomta Windsora. Podruhé se oženil v roce 1776 s Isabellou Anne Ingramovou (1759–1834), dcerou politika a dvořana 9. vikomta Irvine. Isabella se v pokročilém věku kolem roku 1806 stala milenkou prince waleského (pozdějšího krále Jiřího IV. a ovlivňovala jej v politických postojích, za což ji kritizovala i Sněmovna lordů. Jejich poměr trval přibližně do roku 1819. Z manželství s markýzem z Hertfordu se narodil jediný syn a dědic Francis Seymour-Conway, 3. markýz z Hertfordu (1777–1842).
Markýz z Hertfordu pocházel z početné rodiny a měl šest mladších bratrů, z nichž jediný Edward (1752–1825) byl knězem a kanovníkem v Oxfordu. Další bratři sloužili v armádě, u námořnictva a zastávali nižší posty ve státní správě. Všichni byli také poslanci a Seymourové tak na přelomu 18. a 19. století vytvořili rekord v dějinách britského parlamentního systému, kdy šest sourozenců z jedné rodiny zasedalo v Dolní sněmovně (vzhledem k velkému věkovému rozdílu se ale nikdy nesešli v parlamentu současně).
Synovcem markýze z Hertfordu byl dlouholetý ministr zahraničí Robert Stewart, vikomt z Castlereaghu (1769–1822).